# Liga de Fotbal din Palau
Liga de Fotbal din Palau este o competiție de fotbal din zona OFC. Din cauza lipsei condițiilor toate meciurile se joacă pe stadionul Palau Track And Field.

## Echipe
- Mount Everest Nepal
- Palau Tiger Team
- Surangel and Sons Company
- Team Bangladesh (Palau)
- Universal Peace Fundation

## Foste campioane
- 2004 : Daewoo Ngatpang 2-0 Mount Everest Nepal
- 2005 : Team Bangladesh
- 2006 : Surangel And Sons Company
- 2007 : Team Bangladesh 2-1 Surangel and Sons Company